# Освіта в Білорусі
Освіта в Білорусі є безкоштовною на всіх рівнях, крім вищої освіти.  Державне міністерство, яке здійснює нагляд за роботою шкільних систем, - Міністерство освіти Республіки Білорусь. Кожен з регіонів всередині Білорусі має нагляд за системою освіти, і студенти можуть відвідувати державну або приватну школу. Поточна структура освітньої системи була встановлена указом у 1994 році. Система освіти базується також на Кодексі про освіту Республіки Білорусь та інших освітніх стандартах. 

## Дошкільна освіта
Дошкільна освіта в Білорусі не є обов'язковою, але близько 70% дітей відвідують ясла (у віці від 1 до 2 років) та дитячий садок (у віці від 3 до 5 років) до того, як розпочати навчання у школі. 
Деякі дитячі садки спеціалізуються на роботі з психофізичними дітьми, щоб допомогти їм соціалізуватися.

## Початкова та середня освіта
Навчання в початкових та середніх школах необхідне дітям віком від шести до п’ятнадцяти років і триває 9 років. Після закінчення базової освіти кожен студент повинен пройти базову навчальну програму та отримує державне свідоцтво. Потім студенти можуть вступити до професійних технічних закладів, де вони можуть зосередитись на завершенні середньої школи та навчанні, щоб отримати професійний сертифікат.
Закінчення 11-річної школи або фаховий сертифікат дозволяє студентам вступати до вищих навчальних закладів або вступати до професійних технічних закладів; тривалість навчання залежить від того, що обрав учень. 

## Вища освіта
Вища освіта постійно зростає з 1991 року. У 2011 році студентами було 4725 на 10000 громадян. Білорусь також прийняла систему ECTS, що дозволяє збільшити мобільність студентів. Білорусь нараховує 55 вищих навчальних закладів (45 державних, 10 приватних).
Для вступу до вищого навчального закладу студент повинен скласти три централізовані тести (і отримати до 100 балів за тест). 

У національній системі освіти є два провідні заклади вищої освіти:
- Академія управління при Президентові Республіки Білорусь
- Білоруський державний університет

## Шкала оцінювання
Десятибальна шкала оцінювання використовується з 2002 року. Вона використовується в початковій, середній та вищій освіті.
Шкала оцінювання поділяється на п’ять рівнів:
| Рівень     | Оцінка | Еквівалент радянської школи |
| ---------- | ------ | --------------------------- |
| Відмінно   | 10     | 5+                          |
| Відмінно   | 9      | 5                           |
| Добре      | 8      | 4+                          |
| Добре      | 7      | 4                           |
| Середньо   | 6      | 4-                          |
| Середньо   | 5      | 3+                          |
| Задовільно | 4      | 3                           |
| Задовільно | 3      | 3-                          |
| Погано     | 2      | 2                           |
| Погано     | 1      | 1                           |

У школі оцінки «1» та «2» вважаються «невдалими». У вищій школі «3» також вважається «невдало».

## Болонський процес
Білорусь є членом Болонського процесу з травня 2015 року.